# Pedro Villela Zorrilla y Arce
Pedro Villela Zorrilla y Arce (m. 4 de noviembre de 1683), I conde de Lences, fue un noble español del siglo XVII que desempeñó el puesto de Asistente de Sevilla entre 1669 y 1673.

## Biografía
Fue señor de las casas de Villela, Zorrilla y Arce, gentilhombre de boca del rey Felipe IV, caballero de Santiago y mayordomo de la reina Mariana de Austria. El 13 de octubre de 1650 el rey Felipe IV le concedió el título de conde de Lences. En 1669 fue nombrado asistente de Sevilla, ejerciendo el cargo hasta 1673.
Descendiente de línea materna de la casa de Zorrilla San Martín de Soba, Valle de Soba, actual Cantabria.
Fue hijo de Pedro de Villela y Murga y de Isabel Zorrilla de Arce. Se casó con Isabel de Idiáquez y Álava, IV Condesa de Triviana, de este matrimonio tuvo dos hijos Francisco de Villela e Idiáquez, II conde de Lences, que en 1676 renunció el título y la herencia para tomar el hábito del Císter en el monasterio de Nuestra Señora de Monsalú. y Antonio Joaquín de Villela e Idiáquez, III conde de Lences, V conde de Triviana y III vizconde de Villerías.
Testó el 4 de noviembre de 1683 y falleció dos días después.